# نازک سفلی
نازک‌سفلی، روستایی است از توابع بخش پلدشت و در شهرستان ماکو استان آذربایجان غربی ایران.

## جمعیت
این روستا در دهستان گچلرات غربی قرار داشته و بر اساس سرشماری سال ۱۳۸۵ جمعیت آن ۴۳۵نفر (۱۱۷ خانوار) 
بوده است.مردم روستای نازک سفلی به زبان ترکی آذربایجانی تکلم می کنند.